# Comuna Leordeni, Argeș
Leordeni este o comună în județul Argeș, Muntenia, România, formată din satele Baloteasca, Băila, Bântău, Budișteni, Cârciumărești, Ciolcești, Ciulnița, Cotu Malului, Glâmbocata, Glâmbocata-Deal, Glodu, Leordeni (reședința), Moara Mocanului și Schitu Scoicești.

## Așezare
Comuna se află în marginea estică a județului, la limita cu județul Dâmbovița, pe malul stâng al Argeșului. Este străbătută de șoseaua națională DN7, care leagă Piteștiul de București. La Ciulnița, din acest drum se ramifică șoseaua județeană DJ702C, care duce spre nord la Bogați. Tot din DN7, la Leordeni se ramifică și șoseaua județeană DJ703B, care duce spre sud-vest la Căteasca (unde are un nod de acces la autostrada A1), Rociu, Costești (unde se intersectează cu DN65A), Lunca Corbului (unde se intersectează cu DN65), apoi în județul Olt la Bărăști și mai departe înapoi în județul Argeș la Vedea (unde se intersectează cu DN67B), Uda și Morărești. Prin comună trece și calea ferată București–Pitești, pe care este deservită de stația Leordeni.

## Demografie
Componența etnică a comunei Leordeni
     Români (93,05%)
     Alte etnii (0,23%)
     Necunoscută (6,71%)
Componența confesională a comunei Leordeni
     Ortodocși (90,66%)
     Creștini după evanghelie (1,97%)
     Alte religii (0,37%)
     Necunoscută (7%)
Conform recensământului efectuat în 2021, populația comunei Leordeni se ridică la 5.169 de locuitori, în scădere față de recensământul anterior din 2011, când fuseseră înregistrați 5.994 de locuitori. Majoritatea locuitorilor sunt români (93,05%), iar pentru 6,71% nu se cunoaște apartenența etnică. Din punct de vedere confesional, majoritatea locuitorilor sunt ortodocși (90,66%), cu o minoritate de creștini după evanghelie (1,97%), iar pentru 7% nu se cunoaște apartenența confesională.

## Politică și administrație
Comuna Leordeni este administrată de un primar și un consiliu local compus din 15 consilieri. Primarul, Marian Ibric[*], de la Partidul Social Democrat, este în funcție din 2008. Începând cu alegerile locale din 2024, consiliul local are următoarea componență pe partide politice:
|  | Partid                          | Consilieri | Componența Consiliului | Componența Consiliului | Componența Consiliului | Componența Consiliului | Componența Consiliului | Componența Consiliului | Componența Consiliului | Componența Consiliului |
|  | ------------------------------- | ---------- | ---------------------- | ---------------------- | ---------------------- | ---------------------- | ---------------------- | ---------------------- | ---------------------- | ---------------------- |
|  | Partidul Social Democrat        | 8          |                        |                        |                        |                        |                        |                        |                        |                        |
|  | Alianța pentru Unirea Românilor | 3          |                        |                        |                        |                        |                        |                        |                        |                        |
|  | Partidul Național Liberal       | 3          |                        |                        |                        |                        |                        |                        |                        |                        |
|  | Uniunea Salvați România         | 1          |                        |                        |                        |                        |                        |                        |                        |                        |

## Istorie
La sfârșitul secolului al XIX-lea, comuna făcea parte din plasa Podgoria a județului Muscel și era formată din satele Cârciumărești, Leurdenii de Jos, Leurdenii de Sus și Moara Mocanului, având în total 1272 de locuitori ce trăiau în 287 de case. În comună existau două biserici și o școală înființată în 1837, în timp ce principalii proprietari funciari erau Nic. Crețulescu și N. Gussi. La acea vreme, pe teritoriul actual al comunei mai funcționau, în aceeași plasă, și comunele Budișteni și Ciulnița, precum și, în plasa Dâmbovița-Dealu a județului Dâmbovița, comuna Glâmbocata. Comuna Budișteni, compusă din satele Budișteanca, Glodu, Scoicești și Pietroasa, avea 1057 de locuitori ce trăiau în 294 de case; în comună existau o biserică și o școală cu 71 de elevi (dintre care 6 fete). Comuna Ciulnița, cu satele Ciulnița și Prundeni avea 768 de locuitori ce trăiau în 165 de case; și două biserici. Comuna Glâmbocata, alcătuită din satele Glâmbocata și Călugărița, avea o moară de aburi, două biserici și o școală, populația ei fiind de 1023 de locuitori.
Anuarul Socec din 1925 consemnează desființarea comunei Budișteni, celelalte două comune muscelene (Ciulnița și Leordeni) făcând parte din aceeași plasă: comuna Ciulnița avea 2229 de locuitori în satele Budișteni, Ciulnița, Glodu și Prundeni; comuna Glâmbocelu avea 1524 de locuitori în satele Glâmbocelu și Schitu; iar comuna Leordeni avea 2040 de locuitori în satele Băila, Cârciumărești, Leordeni și Prundu-Leordeni. În același timp, comuna Glâmbocata era în plasa Bogați a județului vecin Dâmbovița și avea 1678 de locuitori în satele Bântău, Călugărița, Glâmbocata și în cătunul Cotu Malului.
În 1931, comuna Ciulnița a primit numele de Ciulnița-Budișteni, având în compunere satele Băila, Budișteni, Ciulnița, Glodu, Prundeni și Schitu-Scoicești, și reședința în satul Budișteni; iar comuna Leordeni a rămas cu satele Cârciumărești, Leordeni și Moara Mocanului. Mai târziu, comuna Ciulnița-Budișteni a luat numele satului de reședință, Budișteni.
În 1950, cele trei comune au fost transferate raionului Topoloveni și apoi (după 1961) raionului Găești din regiunea Argeș. Satul Călugărița din comuna Glâmbocata a primit în 1964 denumirea de Glâmbocata-Deal. În 1968, ele au trecut toate la județul Argeș; iar comunele Budișteni și Glâmbocata au fost desființate, satele lor trecând la comuna Leordeni.

## Monumente istorice

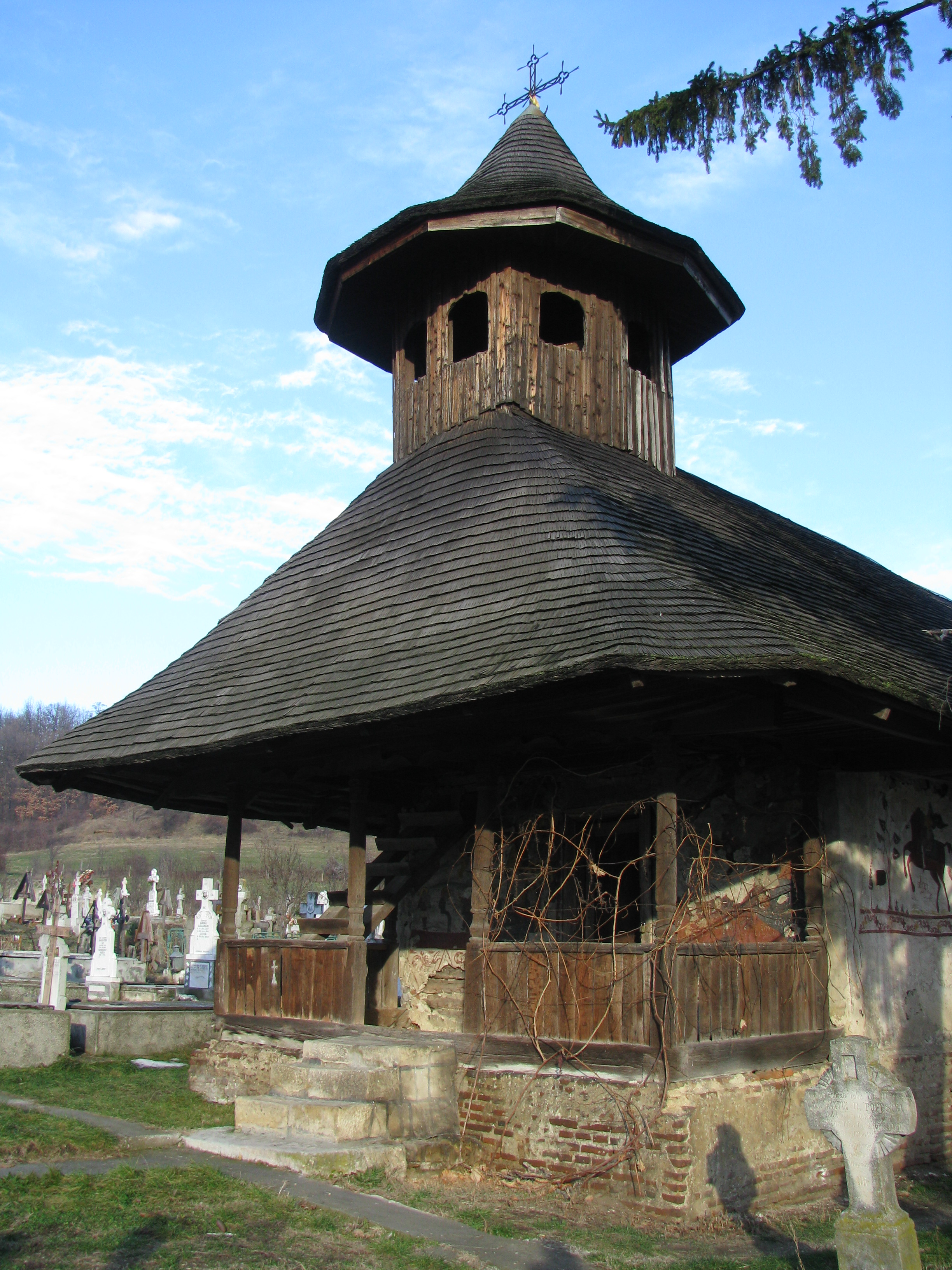
Biserica de lemn „Nașterea Domnului”-Călugărița din Glâmbocata-Deal, monument istoric

În comuna Leordeni se află Biserica de lemn „Nașterea Domnului”-Călugărița (1781) din satul Glâmbocata-Deal; și biserica „Cuvioasa Paraschiva” (1750) din Ciulnița, ambele monumente istorice de arhitectură de interes național. Tot de interes național sunt considerate și două cruci de piatră — una din 1746 aflată în Glâmbocata-Deal, la km 87 al șoselei naționale, spre biserica de lemn; și o alta din 1722, aflată în cimitirul din Leordeni.
În rest, alte patru obiective din comună sunt incluse în lista monumentelor istorice din județul Argeș. Clasificate ca monumente de arhitectură sunt biserica „Adormirea Maicii Domnului” (1837) din Budișteni; biserica „Sfinții Mucenici Gheorghe și Ecaterina” (1864) din Leordeni; și ansamblul conacului Gussi-Lahovary (secolele al XVII-lea–al XIX-lea), cuprinzând conacul, parcul, anexele și zidul de incintă. Casa memorială Dinu Lipatti (1938–1942) din Ciolcești este clasificată ca monument memorial sau funerar.